# Dvorana skrivnosti
Dvorana skrivnosti je ogromna dvorana globoko pod Bradavičarko, ki jo je pred tisoč leti zgradil Salazar Spolzgad. V njej spi bazilisk, ki uboga samo čistokrvne Spolzgadove potomce in naj bi šolo očistil tistih z nečisto krvjo. Prvi jo je odprl Mrlakenstein, kasneje pa pod njegovim vplivom še Ginny Weasley.
V drugem delu serije o Harryju Potterju se ta z baziliskom spopade in ga s pomočjo meča Godrica Gryfondoma ter Dumbledorejevega feniksa pokonča.